# Maxime Rizzo
Maxime Rizzo (Bourg-Saint-Maurice, 1º novembre 1993) è un ex sciatore alpino francese.

## Biografia
Attivo in gare FIS dal novembre del 2008, Rizzo ha esordito in Coppa Europa il 16 gennaio 2012 a Méribel in slalom speciale e in Coppa del Mondo il 13 novembre 2016 a Levi nella medesima specialità, in entrambi i casi senza completare la prova; il 17 dicembre 2016 ha colto a Plan de Corones in slalom parallelo il suo unico podio in Coppa Europa (2ª). Ha annunciato il suo ritiro al termine della stagione 2020-2021, dopo 14 partenze nel massimo circuito (l'ultima nello slalom speciale di Kranjska Gora del 10 marzo 2019) senza mai ottenere piazzamenti a punti; la sua ultima gara è stata lo slalom speciale di Coppa Europa disputato il 7 gennaio 2021 a Val-Cenis, non completato da Rizzo. Non ha partecipato a rassegne olimpiche o iridate.

## Palmarès

### Coppa Europa
- Miglior piazzamento in classifica generale: 50º nel 2017
- 1 podio:
  - 1 secondo posto

### Campionati francesi
- 1 medaglia:
  - 1 bronzo (combinata nel 2017)